# Caracterización bungeana de la ciencia
La caracterización bungeana de la ciencia es la respuesta del epistemólogo Mario Bunge al «fracaso» de «tentativas simplistas» ante la complejidad de la ciencia. Parte con la caracterización general de «campo cognitivo» y finaliza en la caracterización particular de «ciencia».
Para Bunge, la ciencia es un objeto demasiado complejo como para poder ser caracterizado mediante un único rasgo. Bunge identifica a la ciencia como un campo cognitivo: un sector de la actividad humana cuyo objetivo es obtener, difundir y utilizar alguna clase de conocimiento, sea verdadero o falso. La ciencia satisfaría en particular condiciones específicas como contar con un dominio compuesto únicamente por entidades reales, un trasfondo filosófico con una ontología según la cual el mundo está compuesto por cosas concretas mudables que cambian según leyes, un trasfondo formal con una colección de teorías lógicas o matemáticas actualizadas o un trasfondo específico y con una colección de datos, hipótesis y teorías actualizados y razonablemente confirmados.
Por contraste la pseudociencia es todo campo de conocimiento que no es científico, pero se publicita como tal. Las pseudociencias son más populares que las ciencias porque «la credulidad está más difundida que el espíritu crítico, el que no se adquiere recopilando y memorizando informaciones, sino repensando lo aprendido y sometiéndolo a prueba» y que inclusive no debe sorprender que, ocasionalmente, «incluso los científicos, tecnólogos y eruditos consuman y hasta produzcan ideas y prácticas pseudocientíficas».

La pseudociencia y la pseudotecnología son versiones modernas del pensamiento mágico. Se las debe someter a examen crítico no solo para limpiar la cultura, sino también para impedir que los curanderos limpien nuestros bolsillos. Para criticarlas no basta mostrar que carecen de apoyo empírico, ya que, después de todo, se podría creer que tal respaldo llegará en algún momento. También tenemos que mostrar que esas creencias en lo misterioso o lo paranormal son contradictorias con teorías científicas sólidamente establecidas o con principios filosóficos fértiles.
Mario Bunge

## Caracterización de los campos de conocimiento y demarcación de la ciencia
La caracterización bungeana de la ciencia concibe a la misma como «un objeto demasiado complejo como para poder ser caracterizado mediante un único rasgo» y la identifica como un «campo cognitivo», el cual —a su vez— es caracterizado como un «sector de la actividad humana cuyo objetivo es obtener, difundir y utilizar alguna clase de conocimiento, sea verdadero o falso». De la identificación de las características compartidas entre los diferentes campos cognitivos, deviene la siguiente décupla:
{\displaystyle E=(C,S,D,G,F,B,P,K,O,M)}
donde C es la comunidad científica; S, la sociedad que hospeda a C; D, los objetos de los que se ocupa E; G, la perspectiva general o trasfondo filosófico; F, el trasfondo formal; B, el trasfondo específico; P, la problemática de la que se ocupa E; K, el fondo de conocimiento específico acumulado; O, los objetivos de C; y M la colección de métodos que se pueden utilizar en E.
Añadido a esto, Bunge determina una diferenciación entre dos conjuntos: la familia de los campos de investigación y la familia de los campos de creencias.
Para Bunge, una ciencia, como campo cognitivo satisfaría la décupla formulada, y particularmente satisfaría las siguientes condiciones:
- Cada uno de los diez componentes de E cambian como resultado de la investigación.
- C, la comunidad de investigación de E, es un sistema compuesto por personas que han recibido una instrucción especializada, mantienen intensos lazos de información entre sí y dan comienzo o continúan una tradición de investigación.
- La sociedad S que hospeda a C fomenta o por lo menos tolera las actividades de los miembros de C.
- El dominio D está compuesto únicamente por entidades reales.
- El trasfondo filosófico consta de una ontología según la cual el mundo está compuesto por cosas concretas mudables que cambian según leyes, una teoría del conocimiento realista, un sistema de valores que enaltece la claridad, la exactitud, la profundidad, la coherencia y la verdad y el ethos de la búsqueda libre de la verdad.
- El trasfondo formal F es una colección de teorías lógicas o matemáticas actualizadas.
- El trasfondo específico B es una colección de datos, hipótesis y teorías actualizados y razonablemente confirmados.
- La problemática P se compone exclusivamente de problemas cognitivos que atañen a la naturaleza de los componentes de D.
- El fondo de conocimiento K es compatible con B.
- Los objetivos O incluyen descubrir o utilizar las leyes de los D, sistematizar sus hipótesis y refinar los métodos de M.
- La metódica M contiene procedimientos escrutables y justificables.
- E es componente de un campo de conocimiento más amplio.

Por lo que un campo cognitivo que no consiga satisfacer las condiciones anteriores es acientífico.